# Епархия Каркабии
Епархия Каркабии (лат. Dioecesis Carcabiensis) — титулярная епархия Римско-Католической церкви.

## История
Античный город Каркабия, который находился в римской провинции Африка, был в первые века христианства был центром одноимённой христианской епархии.
С 1933 года епархия Каркабии является титулярной епархией Халдейской католической церкви.

## Епископы
- упоминается в 393 году — епископ Викториан ;
  - упоминается в 411 году — епископ Донациан  — последователь донатизма;
- упоминается в 484 году — епископ Симплиций .

## Титулярные епископы
- епископ José Lafayette Ferreira Álvares (26.07.1965 — 1.02.1971) — назначен епископом Браганса-Паулисты;
- епископ Клаудиу Хуммес OFM[1](22.03.1975 — 29.12.1975) — назначен епископом Санту-Андре;
- епископ Vittorio Luigi Mondello (10.12.1977 — 30.07.1983) — назначен епископом Кальтаджироне;
- епископ Louis Mbwôl-Mpasi OMI (4.06.1984 0 1.09.1988) — назначен епископом Исанги;
- епископ Jusztin Nándor Takács OCD (23.12.1988 — 31.03.1990);
- епископ Peter Dubovský SJ (12.01.1991 — 10.04.2008);
- епископ Димитриос Салахас (23.04.2008 — 14.05.2012) — назначен титулярным епископом Грацианополя;
- епископ Борис Гудзяк (21.07.2012 — 19.01.2013) — назначен епископом епархии святого Владимира Великого в Париже;
- епископ Мануэль Нин OSB (со 2 февраля 2016 года).

## Источник
- Annuario Pontificio, Libreria Editrice Vaticana, Città del Vaticano, 2003, стр. 784, ISBN 88-209-7422-3
- Pius Bonifacius Gams, Series episcoporum Ecclesiae Catholicae, Leipzig 1931, стр. 465  (лат.)
- Stefano Antonio Morcelli, Africa christiana, Volume I, Brescia 1816, стр. 120  (лат.)